# Pachyneuron mucronatum
Pachyneuron mucronatum är en stekelart som beskrevs av Girault 1917. Pachyneuron mucronatum ingår i släktet Pachyneuron och familjen puppglanssteklar. Inga underarter finns listade i Catalogue of Life.